# Grube Voßbeck
Die Grube Voßbeck ist ein Kalkstein-Steinbruch im Oberdevonischen Massenkalk im Westen Wuppertals im Stadtbezirk Vohwinkel an der Grenze zu Wülfrath. Der bei Wieden nordwestlich gelegene Steinbruch wird nach der ehemaligen Ortslage Voßbeck (auch Voßbeek), die durch den Abbau ganz verschwunden ist, benannt. Südlich der Grube verläuft die Düsseldorfer Straße, als Bundesstraße 7 klassifiziert, und im Osten die Wiedener Straße, die als Landesstraße 74 klassifiziert ist. Gegenüber auf der anderen Straßenseite der Wiedener Straße liegt im Osten die Grube Schickenberg. Beide Gruben sind mit einem Tunnel unterhalb der Bundesstraße 224 verbunden. Mit einem weiteren Tunnel, der die Düsseldorfer Straße unterquert, ist Voßbeck mit der Grube Hanielsfeld im Süden verbunden.
Die Grube misst in der West-Ost-Ausdehnung rund 650 Meter und in der Nord-Süd-Ausdehnung rund 360 Meter (gemeint ist hier der Bereich, der für die Öffentlichkeit abgesperrt ist). Betrieben wird die Grube von der Rheinkalk GmbH Werk Dornap (mit Unternehmenssitz in Wülfrath). Die Sohle liegt rund 60 Meter unter dem Bodenniveau der Umgebung (bezogen auf Wieden, dass rund 190 Meter über Null liegt).

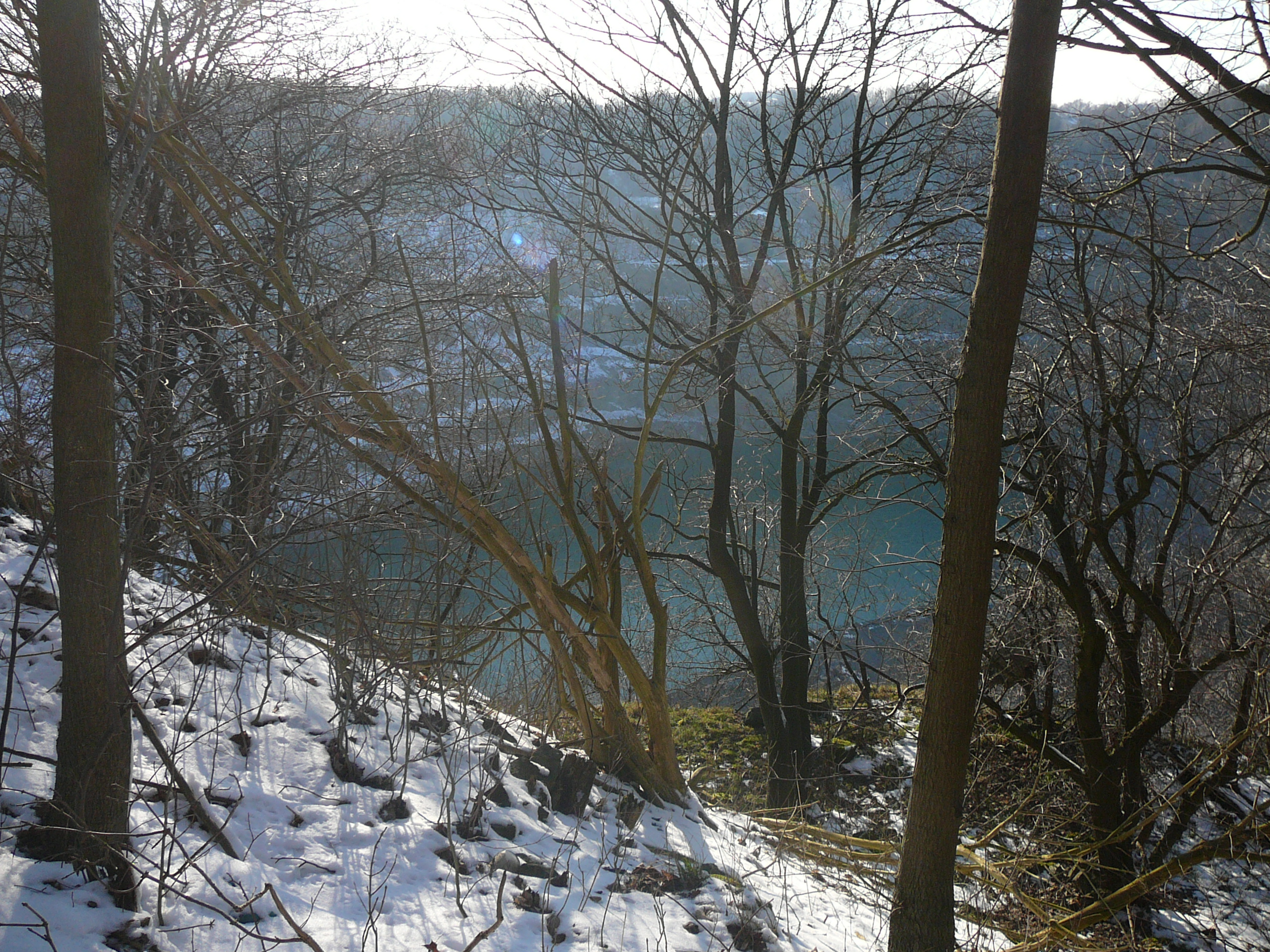
Blick in die Grube.
- 3D-Modell der Gruben bei Dornap. Von links nach Rechts: Grube Hahnenfurth, Grube Hanielsfeld, Grube Voßbeck und Grube Schickenberg.